# Опера в Финляндии

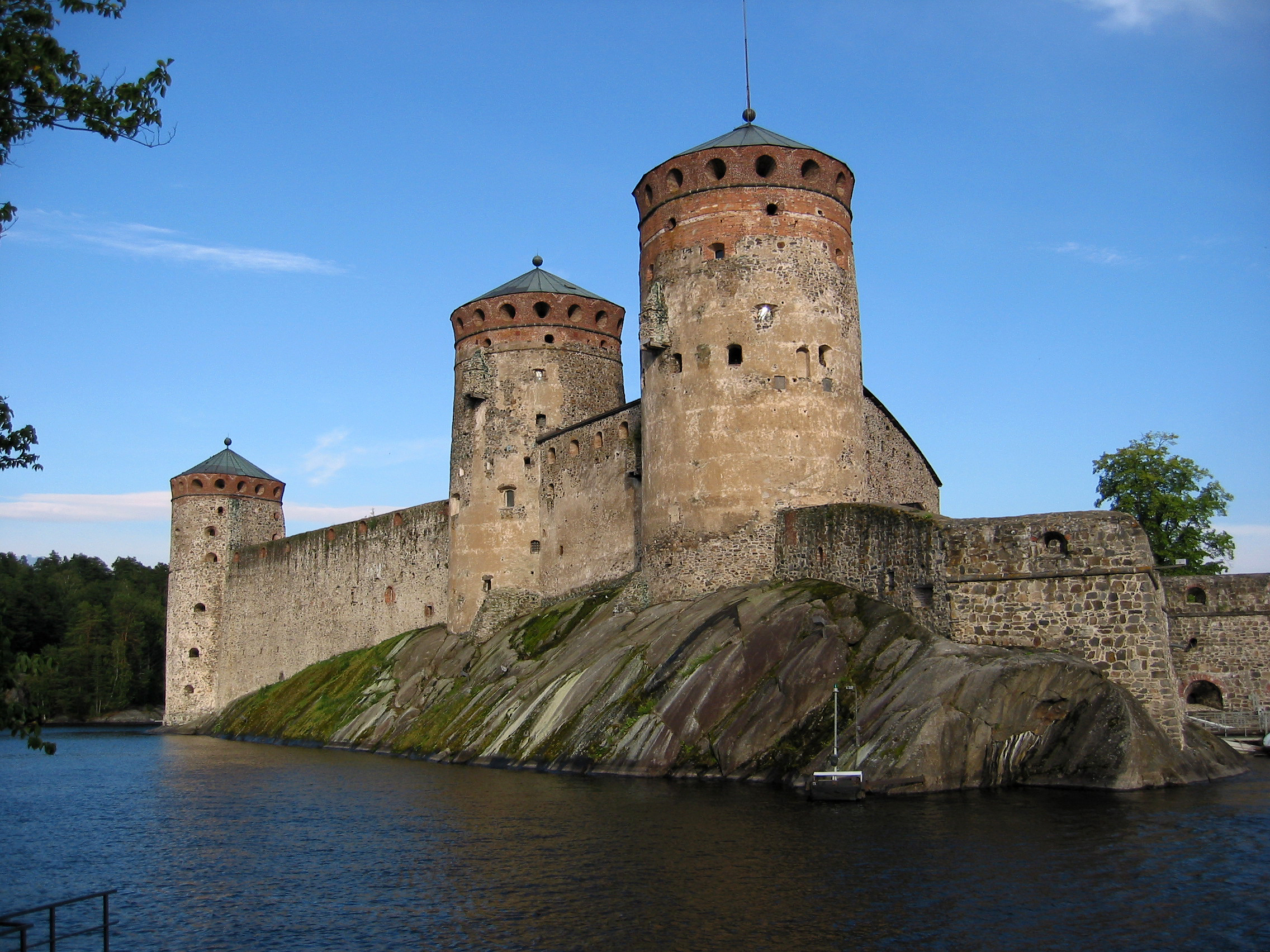
Крепость Святого Олафа в Савонлинна, на территории которой с 1912 года традиционно проводится Международный оперный фестиваль

Финская опера отсчитывает свою историю с конца XVIII — начала XIX веков, именно в это время в Финляндии были поставлены первые оперные постановки.
Считается что первым проявлением оперного искусства в Финляндии является поставленная в 1768 году в городе Турку опера «Адам и Ева» немецкого композитора Иоганна Тайле в постановке труппы Карла Готлиба Сэуэрлинга. Однако следует отметить, что некоторые источники утверждают, что в момент выступления 1768 года на сцене не было оркестра.
Первая опера, сыгранная на территории Финляндии, которая не ставится под сомнение музыкальными историками, была исполнена в Хельсинки в марте 1852 года. Это была опера «Kung Karls jakt» («Охота короля Чарльза»), композитор Фредрик Пациус, автор либретто Захариас Топелиус.
Первым оперным выступлением на финском языке стала постановка «Лючия ди Ламмермур», представленная в 1873 году Финским национальным театром. В течение сезона опера была исполнена более 25 раз.
В 1911 году на базе Финского национального театра была создана Финская национальная опера, у истоков её создания стояли оперная певица Айно Акте и пианист Эдвард Фацер, первая оперная постановка была дана 2 ноября 1911 года.
Летом 1912 года Айно Акте открыла первый оперный фестиваль в Савонлинна, который позже обрел статус международного и проводится по сей день .
После 1917 года, момента обретения Финляндией независимости, здание Александровского театра в Хельсинки перестало быть собственностью Российской империи и на долгие 70 лет стало домом для финской оперы. И только в 1993 году Финская национальная опера переехала в собственное здание, построенное финскими архитекторами Ээро Хювямяки, Юкки Кархунена и Ристо Парккинена на берегу залива Тёёлёнлахти в Хельсинки.
Международное признание финская опера получила в 1970-х годах благодаря композиторам Йонасу Кокконену и Аулису Саллинену. Опера Кокконена «Последние искушения» либретто Лаури Кокконена, созданная в 1975 году и посвященная Пааво Руотсалайнену финскому лютеранскому проповеднику, лидеру одного из движений веры, была поставлена в Метрополитен Опере в Нью-Йорке в 1983 году и имела более 500 выступлений по всему миру.
Наиболее известными финскими оперными певцами являются: Мартти Талвела, Карита Маттила и Соиле Исокоски.
В XXI веке наиболее востребованным финским оперным композитором является Кайя Саариахо.